# 17.ª División (Ejército Popular de la República)
La 17.ª División fue una de las Divisiones del Ejército Popular de la República que se organizaron durante la guerra civil española sobre la base de las Brigadas Mixtas. Durante la mayor parte de la contienda estuvo desplegada en el frente de Guadalajara.

## Historial
La unidad fue creada el 10 de abril de 1937, quedando bajo el mando del mayor de milicias Hans Kahle. La división, que cubría el frente de Guadalajara, quedó integrada en el IV Cuerpo de Ejército. Llegó a tener su puesto de mando en Torija. Algunas de sus unidades llegaron a participar en el golpe de Casado, en marzo de 1939. El comandante de la unidad, a pesar de ser de orientación comunista, mantuvo una postura neutral durante el golpe.

## Mandos
Comandantes
- mayor de milicias Hans Kahle (desde abril de 1937);
- teniente coronel de carabineros Esteban Rovira Pacheco[6] (desde octubre de 1937);
- comandante de infantería Francisco Valverde López (desde marzo de 1938);[1]

Comisarios
- Álvaro Peláez Antón, del PCE;[7]

Jefes de Estado Mayor
- capitán de infantería José Alonso Benito (octubre 1938);

## Orden de batalla
| Fecha               | Cuerpo de Ejército adscrito | Brigadas Mixtas integradas | Frente de batalla |
| ------------------- | --------------------------- | -------------------------- | ----------------- |
| Abril de 1937       | IV Cuerpo de Ejército       | XI, 38.ª y 71.ª            | Guadalajara       |
| Octubre de 1937     | IV Cuerpo de Ejército       | 38.ª y 71.ª                | Guadalajara       |
| Marzo de 1938       | IV Cuerpo de Ejército       | 65.ª, 38.ª y 71.ª          | Guadalajara       |
| 30 de abril de 1938 | IV Cuerpo de Ejército       | 65.ª, 70.ª y 71.ª          | Guadalajara       |
| Marzo de 1939       | IV Cuerpo de Ejército       | 35.ª y 98.ª                | Guadalajara       |